# Atractus tamessari
Atractus tamessari este o specie de șerpi din genul Atractus, familia Colubridae, descrisă de Philippe J.R. Kok în anul 2006. Conform Catalogue of Life specia Atractus tamessari nu are subspecii cunoscute.